# Hickmanella noyesi
Hickmanella noyesi är en stekelart som beskrevs av Austin 1995. Hickmanella noyesi ingår i släktet Hickmanella och familjen Scelionidae. Inga underarter finns listade i Catalogue of Life.